# María de las Mercedes Cantalapiedra
María de las Mercedes Cantalapiedra Álvarez (Valladolid, 8 de marzo de 1965) ) es una política española del Partido Popular (PP), diputada por Valladolid y concejala del Ayuntamiento de Valladolid.

## Biografía
Nacida en Valladolid, está casada y es madre de dos hijos. Su carrera política comenzó en el ámbito local, donde fue concejala en el Ayuntamiento de Valladolid en varias legislaturas:
- 2003-2007: Concejala Delegada de Comercio y Turismo.
- 2007-2011: Concejala Delegada de Cultura, Comercio y Turismo.
- 2011-2015: Primera Teniente de Alcalde y Concejala de Cultura, Comercio y Turismo.
- 2015-2019: Concejala.
- Desde 2023: Concejala.

En 2008, el Ayuntamiento de Valladolid le otorgó el título de socia de honor en reconocimiento a su colaboración institucional y personal con las Casas Regionales y Centros Provinciales en la ciudad.
En 2019, fue elegida senadora por Valladolid en la XIV Legislatura.
En 2023, asumió el acta de concejala en el Ayuntamiento de Valladolid. En las elecciones generales de julio de 2023, encabezó la lista del PP al Congreso por Valladolid, obteniendo el escaño.